# Municipio de Athens (condado de Bradford)
El municipio de Athens (en inglés: Athens Township) es un municipio ubicado en el condado de Bradford en el estado estadounidense de Pensilvania. En el año 2000 tenía una población de 5.058 habitantes y una densidad poblacional de 44.6 personas por km².

## Geografía
El municipio de Athens se encuentra ubicado en las coordenadas 41°57′30″N 76°37′35″O / 41.95833, -76.62639.

## Demografía
Según la Oficina del Censo en 2000 los ingresos medios por hogar en la localidad eran de $35,425 y los ingresos medios por familia eran $45,781. Los hombres tenían unos ingresos medios de $32,969 frente a los $23,594 para las mujeres. La renta per cápita para la localidad era de $18,936. Alrededor del 14,2% de la población estaban por debajo del umbral de pobreza.